# 陳廷栢
陳廷栢（越南语：／；1867年—1934年），越南阮朝官員。

## 生平
陳廷栢是承天府豐田縣賢良總賢良社（今屬承天順化省豐田縣豐賢社賢良村）人，嗣德二十年（1867年）出生。曾參加過鄉試，考中秀才。成泰九年（1897年），陳廷栢再次參加鄉試，考中舉人。次年（1898年）會試中格，參加庭試，考中副榜。
維新年間，陳廷栢任清化按察使。維新六年（1912年），升河靜布政使。維新九年（1915年），任滿改任他職。啟定三年（1918年），升廣義巡撫，加總督銜。啟定四年（1919年）七月，升補安靜總督，後加協佐大學士銜。啟定五年（1920年）十月，獲贈法國榮譽軍團勳章騎士勳位（五項北斗佩星）。啟定八年（1923年）正月，實授協佐大學士，調領刑部尚書，充機密院大臣。啟定十年（1925年）九月，兼掌都察院。保大元年（1926年）十二月，陳廷栢致事，封扶寧男。
保大九年四月二十七日（1934年6月8日），陳廷栢去世，壽六十八歲，阮朝朝廷追贈東閣大學士，例谥文谊。贈扶寧伯。

## 影響與評價
邓台梅回憶錄中提到，陳廷栢擔任安靜總督期間暗中支持愛國活動人士，幫助許多青年活動者們逃離法國密探的追捕，其中包括邓台梅、何輝甲、謝光寶等後來的革命者。
此外，陳廷栢與阮生輝（胡志明之父）也有交情。法國密探曾要求時任安靜總督的陳廷栢匯報活躍於法國的乂安青年阮愛國（即胡志明）的履歷，陳回覆：「乂安省無名爲阮愛國的越南人。」胡志明的哥哥阮生謙和姐姐阮氏清從乂安到首都順化後，陳一直暗中幫助他們。1934年陳廷栢去世後，阮生謙每年都會去祭祀他。
越南社會科學翰林院史學院根據其生平和事蹟，作出如下評價：「陳廷栢憑藉才華和德行，在官場頗有成就，擔任多個要職。雖然在複雜的政治、社會制度中做官，他依然鮮明地展現了他的氣節、慷慨、廉潔、正直，一心爲民爲國，暗中幫助艱難起步的越南革命。作爲被書本、歷史譽爲供後世效仿的榜樣。他無愧後人尊重，是人類品德教育的榜樣。」

## 畫廊

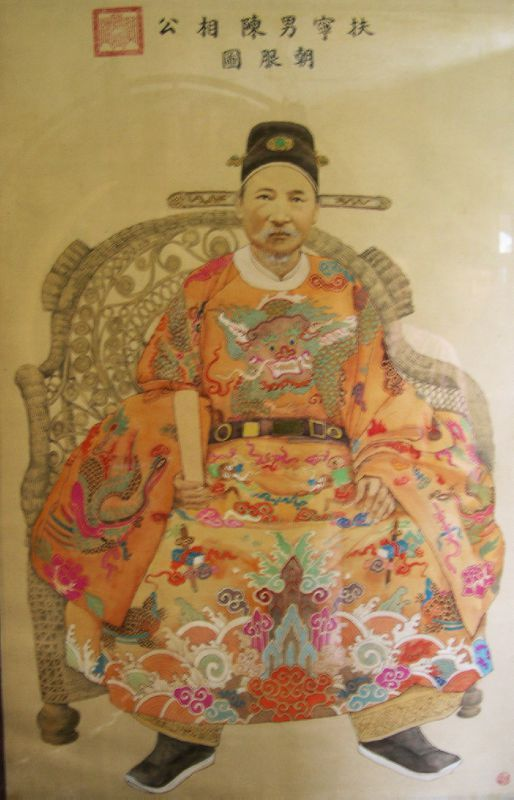
扶寧男陳相公朝服像
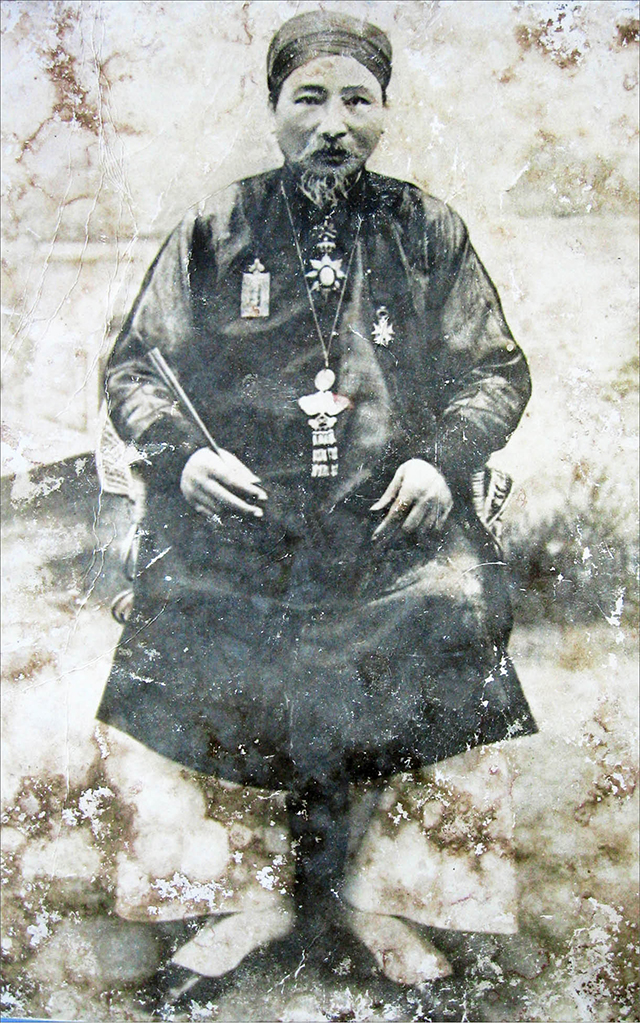
陳廷栢
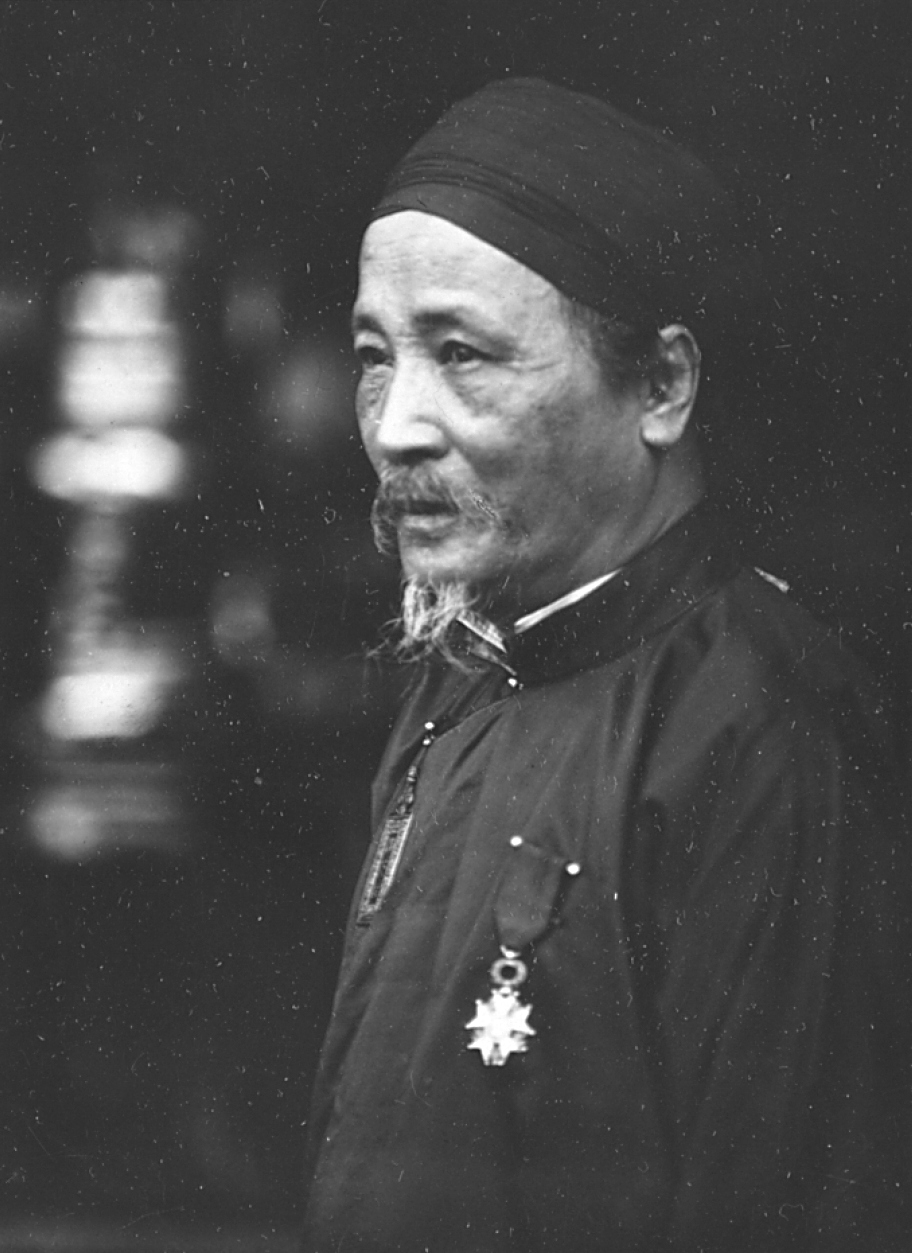
陳廷栢

## 外部鏈接
- Danh nhân lịch sử - văn hóa Trần Đình Bá (1867-1933) （页面存档备份，存于），考古學院